# Caux-et-Sauzens
Caux-et-Sauzens település Franciaországban, Aude megyében. Lakosainak száma 1013 fő (2022. január 1.). Caux-et-Sauzens Alairac, Arzens, Carcassonne, Lavalette, Pezens és Villesèquelande községekkel határos.

## Népesség
A település népessége az elmúlt években az alábbi módon változott:
| Lakosok száma | 429  | 594  | 705  | 766  | 841  | 937  | 979  | 1003 | 1005 | 1013 |
|               | 1968 | 1982 | 1990 | 2006 | 2013 | 2015 | 2017 | 2019 | 2020 | 2022 |